# Llista d'episodis de Beverly Hills, 90210
Beverly Hills, 90210 és una sèrie de 10 temporades. A continuació hi ha la llista d'episodis amb el títol original en anglès i entre parèntesis la traducció que es va fer quan es va doblar al català:

## Temporada 1 (1990-1991)
1. Pilot (Capítol pilot)
2. The Green Room (L'habitació verda)
3. Every Dream Has Its Price (Cada somni té el seu preu)
4. The First Time (La primera vegada)
5. One on One (Un contra un)
6. Higher Education (Educació superior)
7. Perfect Mom (La mare perfecta)
8. The 17 Year Itch (La crisi dels 17 anys)
9. The Gentle Art of Listening (L'art d'escoltar)
10. Isn't It Romantic? (No és romàntic?)
11. B.Y.O.B. (Porteu la vostra beguda)
12. One Man and a Baby (Un home i un bebè)
13. Slumber Party (El joc de la veritat)
14. East Side Story (Una història de l'est)
15. A Fling in Palm Springs (Cap de setmana a Palm Springs)
16. Fame Is Where You Find It
17. Stand (Up) and Deliver (El club de la comèdia)
18. It's Only a Test (Només és un examen)
19. April Is the Cruelest Month (Abril és el mes més cruel)
20. Spring Training
21. Spring Dance (El ball de primavera)
22. Home again

## Temporada 2 (1991-1992)
1. Beach Blanket Brandon
2. The Party Fish
3. Summer Storm
4. Anaconda (Anaconda)
5. Play It Again, David
6. Pass, Not Pass
7. Camping Trip (L'acampada)
8. Wildfire
9. Ashes to Ashes
10. Necessity Is a Mother
11. Leading from the Heart (Quan surt del cor)
12. Down and Out of District in Beverly Hills
13. Halloween (Halloween)
14. The Next Fifty Years (D'aqui 50 anys)
15. U4EA (Eufòria)
16. My Desperate Valentine
17. Chuckie's Back
18. A Walsh Family Christmas
19. Fire and Ice
20. A Competitive Edge
21. Everybody's Talking 'Bout It
22. Baby Makes Five
23. Cardio-Funk
24. The Pit and the Pendulum
25. Meeting Mr. Pony
26. Things to Do on a Rainy Day
27. Mexican Standoff
28. Wedding Bell Blues

## Temporada 3 (1992-1993)
1. Misery Loves Company
2. The Twins, the Trustee, and the Very Big Trip (Les bessones, el fideicomisari i un viatge molt llarg)
3. Too Little, Too Late/Paris 75001
4. Sex, Lies and Volleyball/Photo Fini
5. Shooting Star/American in Paris
6. Castles in the Sand
7. Song For Myself
8. The Back Story
9. Highwire
10. Home and Away
11. A Presumption of Innocence
12. Destiny Rides Again
13. Rebel With a Cause
14. Wild Horses
15. The Kindness of Strangers
16. It's a Totally Happening Life
17. The Game Is Chicken
18. Mid Life, Now What?
19. Back in the Highlife Again
20. Parental Guidance Recommended
21. Dead End
22. The Child Is Father to the Man
23. Duke's Bad Boys
24. Perfectly Perfect
25. Senior Poll
26. She Came in Through the Bathroom Window
27. A Night to Remember
28. Something in the Air
29. Commencement: Part 1
30. Commencement: Part 2

## Temporada 4 (1993-1994)
1. So Long, Farewell, Auf Wiedersehen, Goodbye
2. The Girl from New York City
3. The Little Fish
4. Greek to Me
5. Radio Daze
6. Strangers in the Night
7. Moving Targets
8. Twenty Years Ago Today
9. Otherwise Engaged
10. And Did It... My Way (I ho vaig fer a la meva manera)
11. Take Back the Night
12. Radar Love
13. Emily (L'Emily)
14. Windstruck (Tocats pel vent)
15. Somewhere in the World It's Christmas
16. Crunch Time (Mal rotllo)
17. Thicker Than Water (Més espès que l'aigua)
18. Heartbreaker
19. The Labors of Love (Treballs d'amor)
20. Scared Very Straight
21. Addicted to Love
22. Change Partners (Intercanvi de parelles)
23. A Pig Is a Boy Is a Dog
24. Cuffs and Links
25. The Time Has Come Today
26. Blind Spot
27. Divas
28. Acting Out
29. Truth and Consequences (La veritat fa mal)
30. Vital Signs (Signes vitals)
31. Mr. Walsh Goes to Washington (El senyor Walsh va a Washington)

## Temporada 5 (1994-1995)
1. What I Did on My Summer Vacation and Other Stories (El que vaig fer en les vacances d'estiu i altres històries)
2. Under the Influence
3. A Clean Slate (Començar de nou)
4. Life after Death
5. Rave On (Marxa al cos)
6. Homecoming (Qüestió de confiança)
7. Who's Zoomin' Who? (Qui persegueix qui?)
8. Things That Go Bang in the Night (Coses que persegueixen a la nit)
9. Intervention (Intervenció)
10. The Dreams of Dylan McKay (Els somnis de Dylan McKay)
11. Hate Is Just a Four Letter Word (Intolerància)
12. Rock of Ages (Vudú per tu, vudu per mi)
13. Up in Flames (Foc)
14. Injustice for All
15. Christmas Comes This Time Each Year
16. Sentenced to Life
17. Sweating It Out (Treballs forçats)
18. Hazardous to Your Health (Perillos per a la salut)
19. Little Monsters
20. You Gotta Have Heart (S'ha de tenir bon cor)
21. Stormy Weather (Temps de tempesta)
22. Alone at the Top (Sola al cim)
23. Love Hurts (L'amor fa mal)
24. Unreal World (Món irreal)
25. Double Jeopardy
26. A Song for My Mother (Una cançó per la meva mare)
27. Squash It (Esclafa'l)
28. Girls on the Side (Coses de noies)
29. The Real McCoy
30. Hello Life, Goodbye Beverly Hills (Hola vida, adéu Beverly Hills)
31. P.S. I Love You: Part 1 (P.D. T'estimo: 1a part)
32. P.S. I Love You: Part 2 (P.D. T'estimo: 2a part)

## Temporada 6 (1995-1996)
1. Home Is Where the Tart Is (Can seixanta)
2. Buffalo Gals (Les noies de Buffalo)
3. Must Be a Guy Thing (El que fan els nois)
4. Everything's Coming Up Roses
5. Lover's Leap
6. Speechless (Vot de silenci)
7. Violated (Violada)
8. Gypsies, Cramps and Fleas
9. Earthquake Weather (Temperatura de terratrèmol)
10. One Wedding and a Funeral (Un casament i un funeral)
11. Offensive Interference (Interferència ofensiva)
12. Breast Side Up (El pit cap amunt)
13. Courting (Judici)
14. Fortunate Son (Un fill afortunat)
15. Angels We Have Heard on High (Els àngels de Nadal)
16. Turn Back the Clock
17. Fade In, Fade Out (Apareixent i desapareixent)
18. Snowbound (Bloquejats per la neu)
19. Nancy's Choice (L'elecció de la Nancy)
20. Flying (Als núvols)
21. Bleeding Hearts (Cors sagnants)
22. All This and Mary Too (Neu i Maries)
23. Leap of Faith (Una qüestió de fe)
24. Coming Out, Getting Out, Going Out (Sortides i escapades)
25. Smashed (La gran mona)
26. Flirting with Disaster (Flirtejant amb el desastre)
27. Strike the Match (Encén el misto)
28. The Big Hurt
29. Ticket to Ride (Bitllet per viatjar)
30. Ray of Hope (Un raig d'esperança)
31. You Say It's Your Birthday: Part 1 (La festa d'aniversari: 1a part)
32. You Say It's Your Birthday: Part 2 (La festa d'aniversari: 2a part)

## Temporada 7 (1996-1997)
1. Remember the Alamo (Recordeu L'Alamo)
2. Here We Go Again (Ja hi tornem a ser)
3. A Mate for Life (Una parella per tota la vida)
4. Disappearing Act
5. Pledging My Life (Penyora d'amor)
6. Housewarming (Calent calent)
7. Fearless (Sense por)
8. The Things We Do for Love (El que fem per amor)
9. Loser Take All
10. Lost in Las Vegas (Perdut a Las Vegas)
11. If I Had a Hammer (Si tingués un martell)
12. Judgement Day
13. Gift Wrapped
14. Jobbed
15. Phantom of CU (El fantasma de la UC)
16. Unnecessary Roughness (Brusquedat innecessària)
17. Face-Off (Fora de la vista)
18. We Interrupt This Program (Interrumpim aquest programa)
19. My Funny Valentine
20. With This Ring
21. Straight Shooter (Un bon noi)
22. A Ripe Young Age (Jove edat madura)
23. Storm Warning (Avisos de tempesta)
24. Spring Breakdown (Crisi primaveral)
25. Heaven Scent (Enviada del cel)
26. The Long Goodbye (El llarg adeu)
27. I Only Have Eyes for You
28. All That Jazz (A ritme de Jazz)
29. Mother's Day (El dia de la mare)
30. Senior Week (L'última setmana)
31. Graduation Day: Part 1 (El dia de la graduació:1a part)
32. Graduation Day: Part 2 (El dia de la graduació:2a part)

## Temporada 8 (1997-1998)
1. Aloha Beverly Hills: Part 1 (Aloha Beverly Hills:1a part)
2. Aloha Beverly Hills: Part 2 (Aloha Beverly Hills:2a part)
3. Forgive and Forget (Oblidar i perdonar)
4. The Way We Weren't
5. Coming Home (La tornada)
6. The Right Thing (El que cal fer)
7. Pride and Prejudice (Orgull i prejudici)
8. Toil and Trouble (Entre bancs i problemes)
9. Friends, Lovers and Children (Amics, amants i nens)
10. Child of the Night (Criatures de la nit)
11. Deadline
12. Friends in Deed
13. Comic Relief
14. Santa Knows
15. Ready or Not (Sí o no)
16. Illegal Tender
17. The Elephant's Father (El pare de l'elefant)
18. Rebound
19. Crimes and Misdemeanors (Delictes i faltes)
20. Cupid's Arrow
21. The Girl Who Cried Wolf (Que ve el llop!)
22. Law and Disorder (Llei i desordre)
23. Making Amends (Rectificar)
24. The Nature of Nurture
25. Aunt Bea's Pickles
26. All That Glitters
27. Reunion (La trobada)
28. Skin Deep (A flor de pell)
29. Ricochet (Rebot)
30. The Fundamental Things Apply (Una qüestió de fons)
31. The Wedding: Part 1 (El casament:1a part)
32. The Wedding: Part 2 (El casament:2a part)

## Temporada 9 (1998-1999)
1. The Morning After (L'endemà)
2. Budget Cuts
3. Dealer's Choice
4. Don't Ask, Don't Tell
5. Brandon Leaves
6. Confession (Confessió)
7. You Say GoodBye, I Say Hello
8. I'm Back Because (He tornat perquè)
9. The Following Options (Les següents opcions)
10. Marathon Man (La marató)
11. How to Be the Jerk Women Love
12. Trials and Tribulations (Judicis i tribulacions)
13. Withdrawal
14. I'm Married (Estic casat)
15. Beheading St. Valentine
16. Survival Skills
17. Slipping Away
18. Bobbi Dearest (Estimada Bobbi)
19. The Leprechaun
20. Fortune Cookie
21. I Wanna Reach Right Out and Grab Ya (Vull arribar a tu)
22. Local Hero
23. The End of the World as We Know It (La fi del món tal com la coneixem)
24. Dog's Best Friend (L'amic del gos)
25. Agony (Agonia)
26. That's the Guy (És ell)

## Temporada 10 (1999-2000)
1. The Phantom Menace
2. Let's Eat Cake (I que siguin per molts anys)
3. You Better Work
4. A Fine Mess
5. The Loo-Ouch
6. 80's Night (La nit dels 80)
7. Laying Pipe
8. Baby, You Can Drive My Car (La gimkana)
9. Family Tree (Arbre genealògic)
10. What's in a Name (El que està en el nom)
11. Sibling Revelry (Rivalitat entre germanes)
12. Nine Yolks Whipped Lightly (Nou rovells lleugerament batuts)
13. Tainted Love
14. I'm Using You 'Cause I Like You (M'aprofito de tu perquè m'agrades)
15. Fertile Ground (Sòl fèrtil)
16. The Final Proof (La prova final)
17. Doc Martin (Doctor Martin)
18. Eddie Waitkus (Eddie Waitkus)
19. I Will Be Your Father Figure
20. Ever Heard the One About the Exploding Father? (Heu sentit parlar d'aquell que li va explotar el pare?)
21. Spring Fever (Febre primaveral)
22. The Easter Bunny (El conillet de Pasqua)
23. And Don't Forget to Give Me Back My Black T-Shirt (I no oblidis retornar-me la samarreta negra)
24. Love Is Blind (L'amor és cec)
25. I'm Happy for You... Really (Me n'alegro per tu... de veritat)
26. The Penultimate (El penúltim)
27. Ode to Joy (Oda a l'alegria)